# دختران امروزی
دختران امروزی (مجاری: Mai lányok) یک فیلم کمدی مجارستانی است که در سال ۱۹۳۷ منتشر شد. از بازیگران آن می‌توان به استیون گری، لی‌لی برکی، مارگیت دایکا، و ماگدا گابور اشاره کرد.